# Alicja Mojko
Alicja Mojko (ur. 1953) – poetka, malarka, aktorka teatru ulicznego, reżyserka i podróżniczka.

## Życiorys
Razem ze Zdzisławem Górskim założyła w 1986 roku w Gdańsku Teatr Snów, uznawany przez krytyków za jeden z najoryginalniejszych polskich teatrów ulicznych, w którym grała oraz współtworzyła oprawę plastyczną. W 2006 roku założyła na terenie dawnej Stoczni Gdańskiej własny zespół: Teatr Lustra Strona Druga, z którym zrealizowała szereg autorskich przedstawień ulicznych i salowych. Po wyprowadzce z Gdańska przez 11 lat mieszkała w Beskidzie Niskim i współpracowała z krakowskim Teatrem Barakah. Od 2016 roku współpracowała ponownie z Teatrem Snów.
Wydała tomik poetycki pt. Krzyki.
Jest członkinią Polskiego Stowarzyszenia Haiku.

## Nagrody i wyróżnienia
- Nagroda Miasta Gdańska w Dziedzinie Kultury za 1999 - wspólnie ze Zdzisławem Górskim za spektakl „Księga Utopii” i całokształt twórczości Teatru Snów (2000)[3]
- Nagroda Prezydenta Miasta Gdańska w Dziedzinie Kultury z okazji jubileuszu 35-lecia pracy artystycznej i 25-lecia pracy teatralnej (2008)[4][5]